# Дашки-2
Дашки-2 — село в Окском сельском поселении Рязанского района Рязанской области России.

## Расположение
Расположено в 21 км на юг от Рязани, близ трассы Рязань — Скопин.

## История
Село Дашково с Богоявленской церковью впервые упоминается в окладных книгах в 1676 году.
В 1905 году село входило в состав Затишьевской волости Рязанского уезда и имело 76 дворов при численности населения 643 человека.
Во второй половине XX века на месте села был построен военный городок, названный Дашки Вторые для отличия от одноимённого микрорайона Рязани.
Рядом с селом Дашки-2 располагается заброшенная в/ч 05877, в которой до 1993 года дислоцировался 439 гвардейский зенитно-ракетный полк. С 1993 по 2010 год — учебный центр Рязанского высшего военного командного училища связи.
С 2005 года село в составе Вышетравинского сельского поселения, с 2017 года — в составе Окского сельского поселения.

## Население
| 1859 | 1897 | 1906 | 2010 |
| ---- | ---- | ---- | ---- |
| 389  | ↗520 | ↗643 | ↘583 |

## Транспорт и связь
Село расположено близ автомобильной дороги Рязань — Пронск с регулярным автобусным сообщением.
В селе имеется одноимённое отделение почтовой связи (индекс 390519).